# 乌穆阿拉马
乌穆阿拉马是巴西巴拉那州的一个市镇。总面积1227.425平方公里，总人口103.000人，人口密度80.5人/平方公里。